# Wandajny
Wandajny (prus. Wandein, niem. Wendehnen) – osada w Polsce położona w województwie warmińsko-mazurskim, w powiecie kętrzyńskim, w gminie Korsze. W latach 1975–1998 miejscowość administracyjnie należała do województwa olsztyńskiego.

## Historia
Wieś została założona w połowie XIV w. i wówczas nazywała się Wandein. W II połowie XVII w. dobra te przejęła rodzina von der Groebenów, a po śmierci ostatniego z nich wieś przeszła w ręce Wilhelma Ludwika z Łankiejm. Po śmierci Wilhelma stała się własnością wspólną fundacji rodzinnej van der Groebenów. Wandajny dzierżawił von Dargitz, który zbudował tu sobie siedzibę dworską. Już wtedy było tu 12 domów, a w 1820 r. - 16 domostw i 114 mieszkańców. W 1848 r. zmarł ostatni dzierżawca majątku Heinrich Alexander Rudolf Eduard von Dargitz. 
W 1928 r. wieś liczyła 236 mieszkańców i istniała jednoklasowa szkoła. 
Po II wojnie światowej wojnie folwark stał się własnością państwa i zostało utworzone Państwowe Gospodarstwo Rolne. W 1993 r. wzniesiono kaplicę (podległa parafii w Łankiejmach)

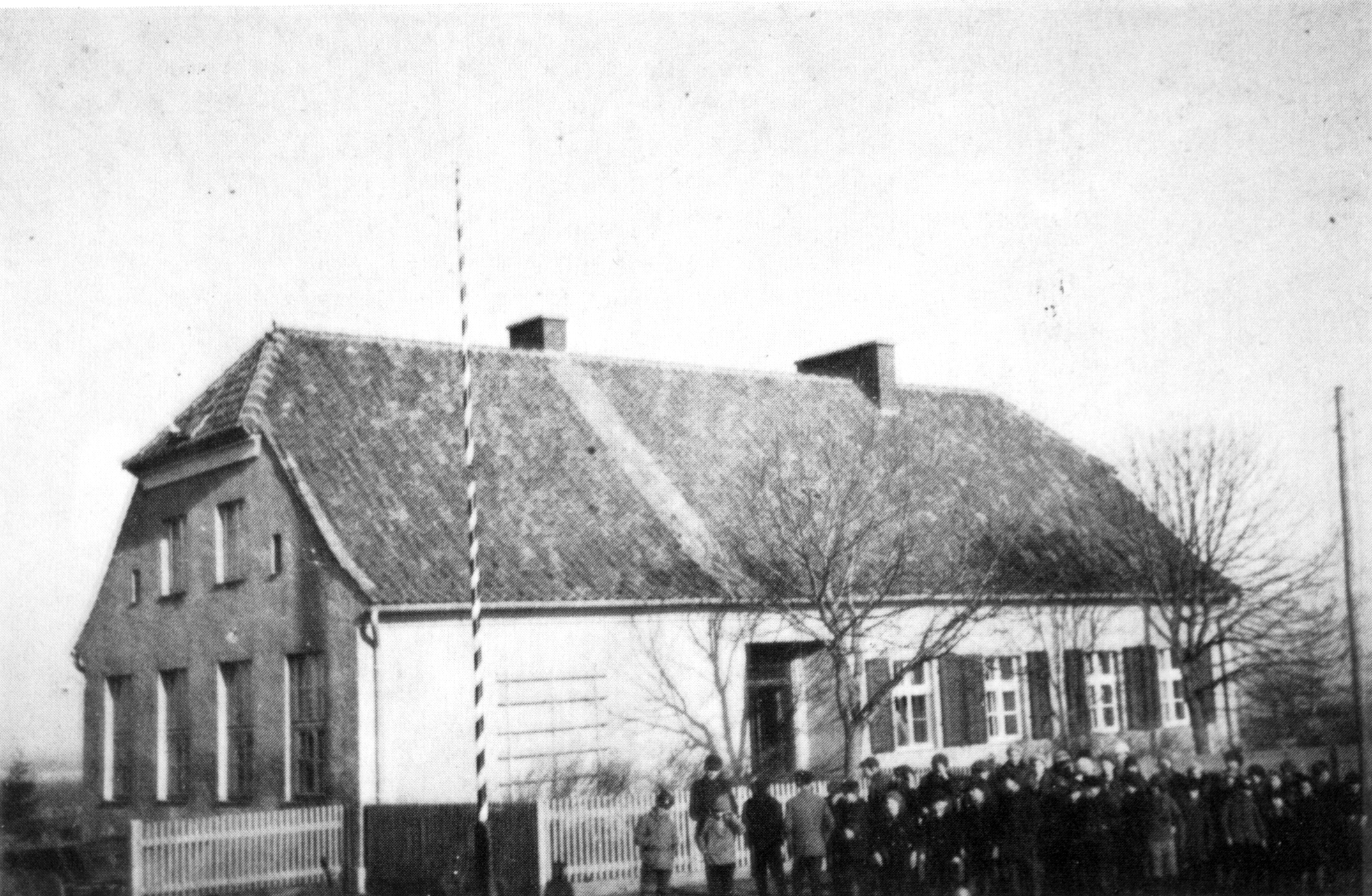
Budynek szkolny w 1937 r.
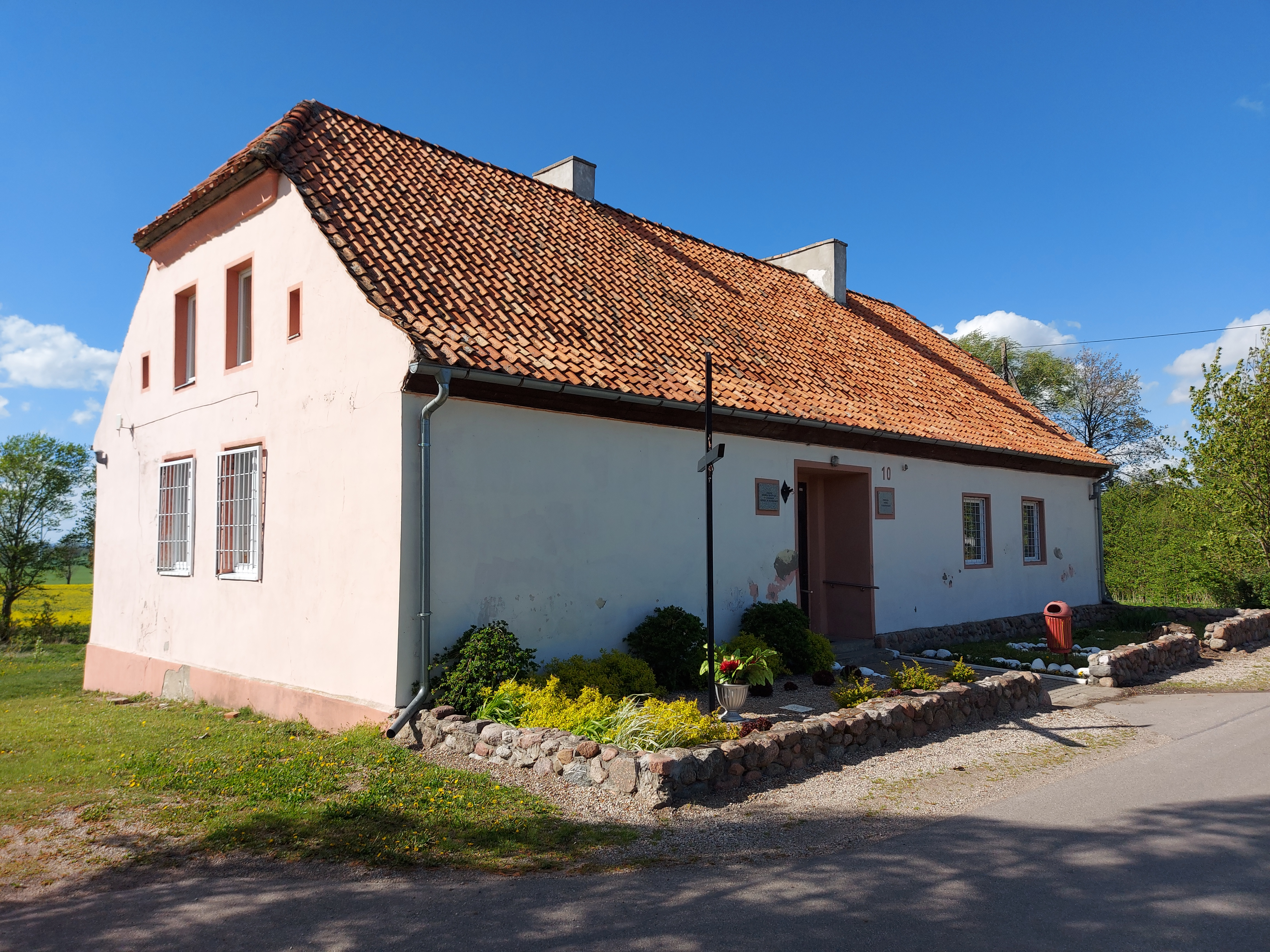
Dawna szkoła w 2022 r.
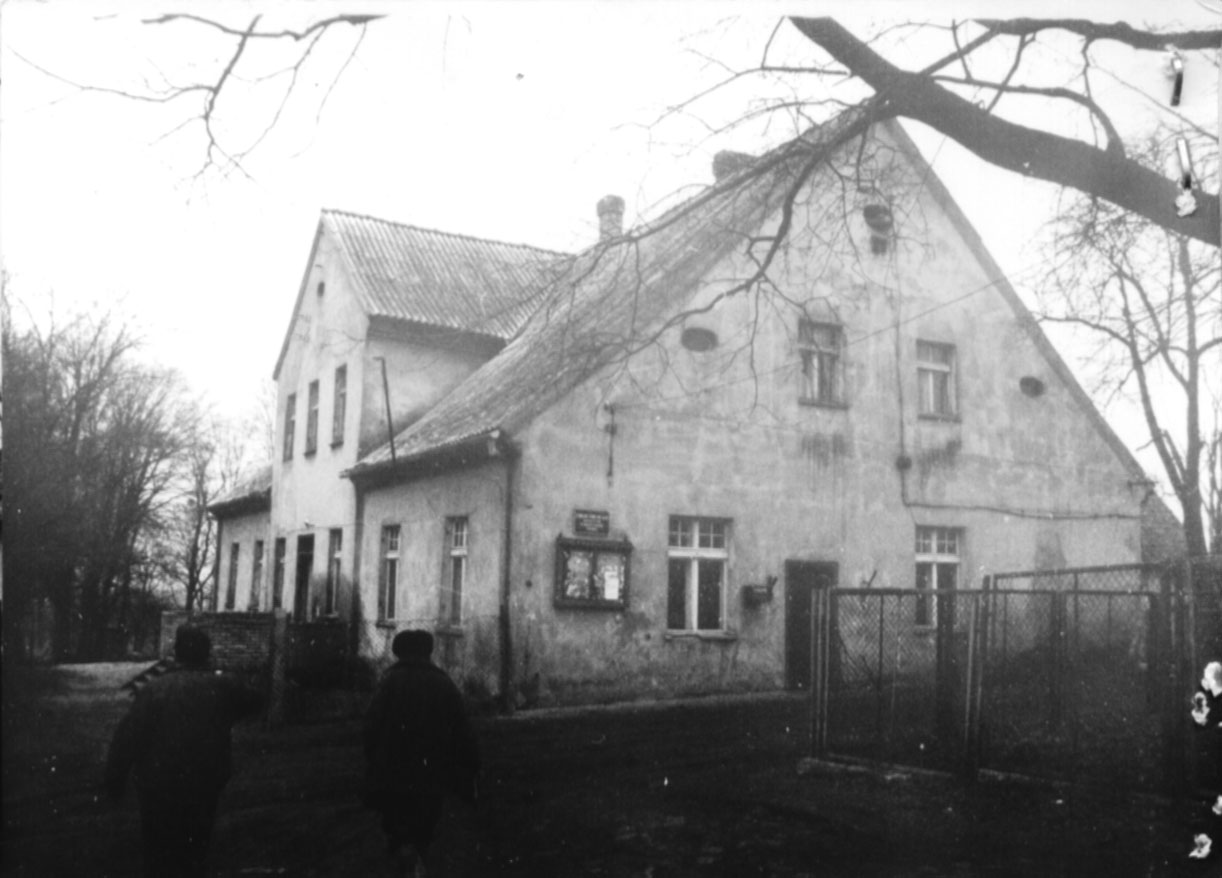
Nieistniejący już dwór
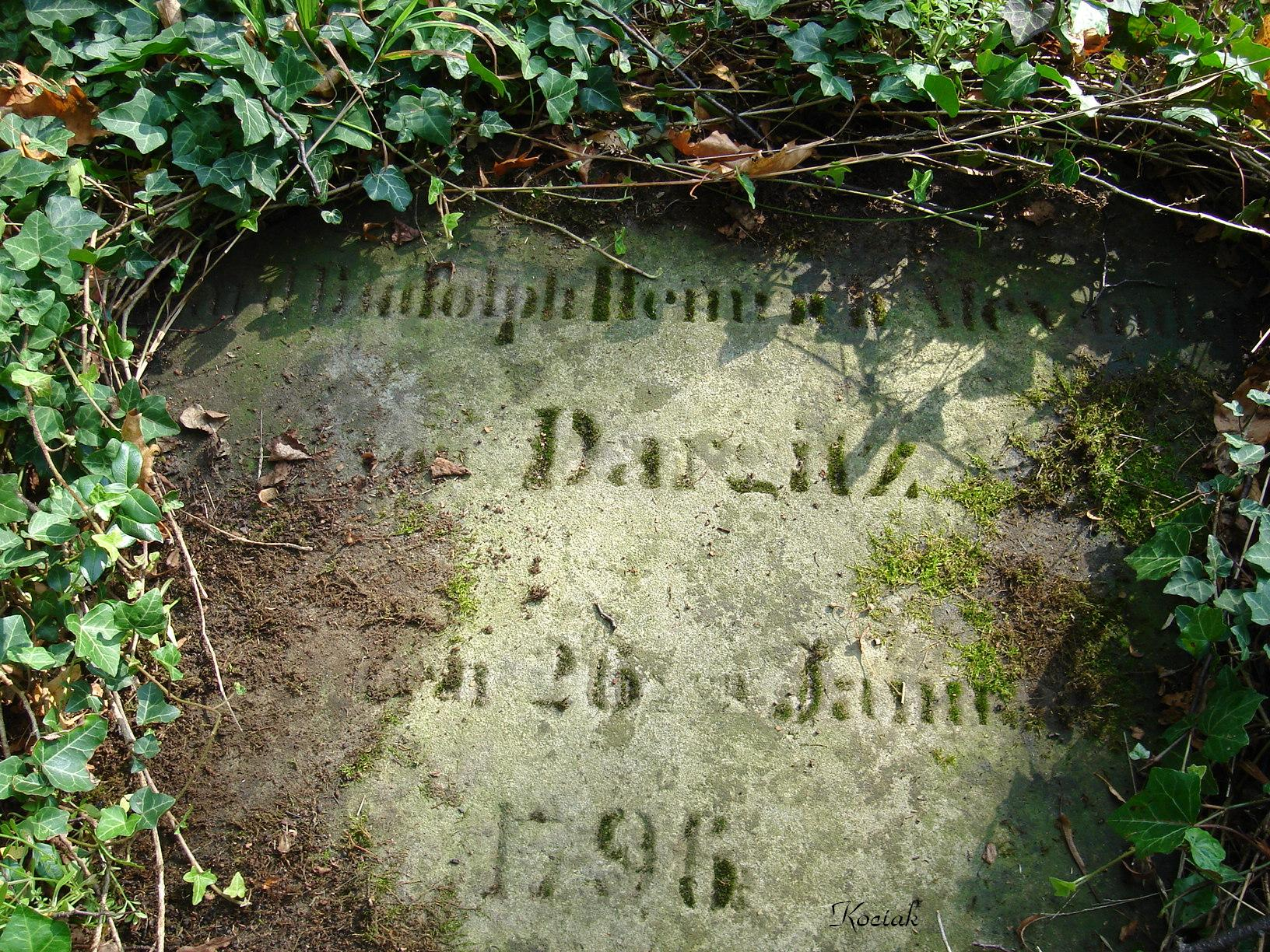
Nagrobek dawnego właściciela Wandajn